# Skravering
Skravering (af ital. sgraffiare: kradse, ridse) er
skyggegivning frembragt ved linjer således
som det sker i tegning og kobberstik.
I den simpleste form går linjerne parallelt, og den
svagere eller stærkere grad af skygge opnås ved
henholdsvis vid eller tæt linjeføring ("stregelag").
Krydsskraveringen, hvor linjerne skærer
hinanden under stumpere eller spidsere vinkler,
kan betegnes som et mere udviklet
standpunkt, hvor skyggen opnås ved en gradvis
svulmen af linjen, som - sværest i den dybeste
skygge - ind mod lyset går over i en ganske
fin og let punktering. Der er ved denne
definition tænkt på skravering i kobberstikket, hvor den
har nået sin mest fuldkomne udvikling,
rendyrket i sin strengt regelbundne
kunstfærdighed.
I tegningen og raderingen, hvor stregen
føres friskere og vilkårligere, kan kun
uegentlig tales om skravering.
- Parallel- og krydsskravering
- Skravering med varierende tykkelse

## Heraldik
Man har udviklet en særlig konvention for skravering til heraldik.
- Tinkturer - farverne inden for heraldik med tilhørende skravering
- Guld
- Sølv
- Rød
- Blå
- Sort
- Grøn
- Purpur